# Bad Azz
Pour les articles homonymes, voir Azz.
Bad Azz, nom de scène de Jamarr Antonio Stamps, né le 27 novembre 1975 à Hawaiian Gardens (Californie) et mort le 11 novembre 2019 à Riverside (Californie), est un rappeur américain. 
Il est membre du groupe Tha Dogg Pound Gangsta Crips (DPGC).

## Biographie
Bad Azz naît à Hawaiian Gardens (Californie) et grandit à Long Beach (Californie).
Stamps commence à rapper avec le LBC Crew (avec Techniec et Lil' C-Style) formé en 1995 par Snoop Dogg, et apparaît sur l'album Haven't You Heard? (We Givin' Something Bacc To Tha Street) qui devait initialement sortir sur le label Death Row Records en 1997, mais qui ne sort que le 8 février 2011.
Après avoir signé sur le label de Snoop Dogg, Doggystyle Records, Bad Azz fait de nombreux featurings avant de débuter avec le label Priority Records le 29 septembre 1998 avec l'album Word on Tha Street,. L'album atteint la 82e place du classement américain Billboard 200. Le 17 juin 2001, il publie Personal Business avec le single Wrong Idea (en featuring avec Snoop Dogg, Kokane, et Lil' ½ Dead) qui atteint la 75e place du Hot R&B/Hip-Hop Songs.
Bad Azz est également connu pour avoir participé à de nombreuses bandes originales de films. En 1999, il a un petit rôle dans le film Thicker Than Water et en 2003, une de ses chansons, Tha Truth, figure sur la bande originale du jeu vidéo True Crime: Streets of LA.
En 2009, il publie un album en commun avec Bizzy Bone, Thug Pound.

### Décès
Bad Azz décède à l’âge de 43 ans le 11 novembre 2019 dans un centre de détention à Riverside, alors incarcéré pour des faits de violences domestiques. La cause de son décès n’a par contre pas été révélée.

## Discographie

### Albums studio
- 1998 : Word on Tha Street
- 2001 : Personal Business
- 2003 : Money Run
- 2004 : Executive Decision
- 2009 : Thug Pound (avec Bizzy Bone)
- 2011 : Haven't U Heard... (avec LBC Crew)

### Mixtapes
- 2010 : I'm Baaack and I Ain't Went Nowhere avec DJ Age
- 2012 : I'm Baaack and I Ain't Went Nowhere 2 avec DJ Age

### Singles
| Année | Titre                                                     | Position dans les charts | Position dans les charts | Album              |
| Année | Titre                                                     | Hot R&B/Hip-Hop Songs    | Hot Rap Songs            | Album              |
| ----- | --------------------------------------------------------- | ------------------------ | ------------------------ | ------------------ |
| 1999  | We Be Puttin' It Down! (featuring Snoop Dogg)             | 62                       | 8                        | Word on Tha Street |
| 2001  | Wrong Idea (featuring Snoop Dogg, Kokane and Lil' ½ Dead) | 75                       | —                        | Personal Business  |

## Filmographie
- 1999 : Le Pacte des caïds (Thicker Than Water)